# Notoacmea scutum
Notoacmea scutum är en snäckart som först beskrevs av Martin Heinrich Rathke 1833.  Notoacmea scutum ingår i släktet Notoacmea och familjen Acmaeidae. Inga underarter finns listade i Catalogue of Life.